# Kempnyia oliverai
Kempnyia oliverai är en bäcksländeart som beskrevs av Bispo och Froehlich 2004. Kempnyia oliverai ingår i släktet Kempnyia och familjen jättebäcksländor. Inga underarter finns listade i Catalogue of Life.